# Warrenton (Karolina Północna)
Warrenton – miasto w Stanach Zjednoczonych, stolica hrabstwa Warren. Założone w 1779 roku, według spisu z 2000 roku liczy 811 mieszkańców. Mieści się w nim jeden z kampusów Vance–Granville Community College. Do sławnych mieszkańców należą bądź należeli: senatorowie Josiah Bailey, Saxby Chambliss, prawnik Thomas Bragg oraz jego brat, generał Braxton Bragg.